# Verba volant scripta manent

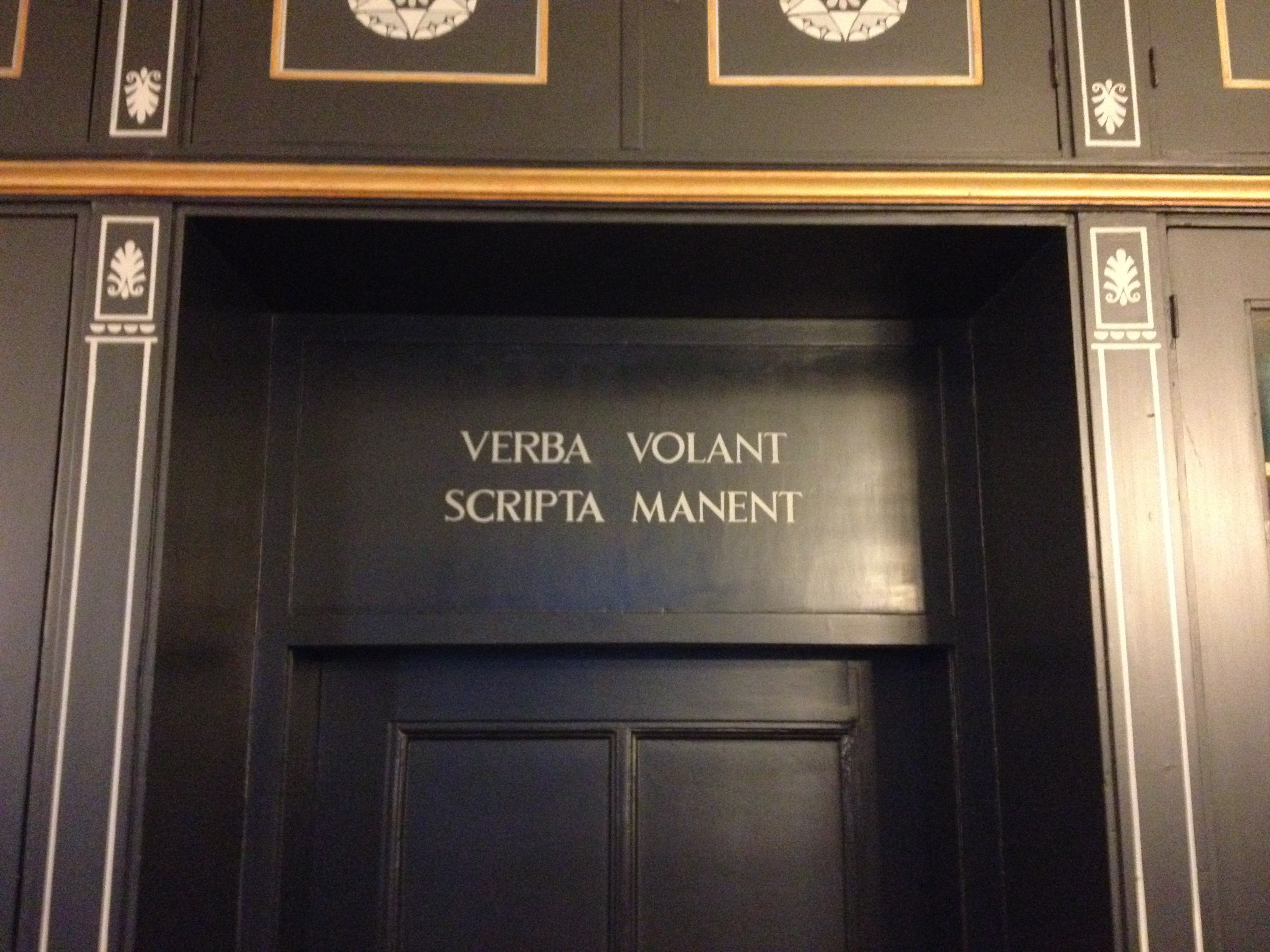
El proverbio latino en la puerta de la biblioteca de un hospital en Múnich (Alemania).

Verba volant, scrīpta mānent es una cita latina tomada de un discurso de Cayo Tito al senado romano, y significa "las palabras vuelan, lo escrito queda". Se resalta con ella la fugacidad de las palabras, que se las lleva el viento, frente a la permanencia de las cosas escritas. En español se dice: lo escrito, escrito está y a las palabras se las lleva el viento.
Según Alberto Manguel, "la clásica frase Scripta manent, verba volant -que en nuestro tiempo ha pasado a significar «lo escrito permanece, las palabras se las lleva el aire»- antes expresaba precisamente lo contrario; se acuñó en alabanza de la palabra dicha en voz alta, que tiene alas y puede volar, en comparación con la silenciosa palabra sobre la página, que está inmóvil, muerta." Antes que Manguel, ya lo había señalado Jorge Luis Borges, en el prólogo a Retorno a Don Quijote, de Alberto Gerchunoff.